# Dahon
Dahon es el mayor fabricante mundial de bicicletas plegables con una cuota de mercado de dos tercios en 2006  La compañía fue fundada por el Dr. David T. Hon, un físico especialista en láser en 1982 y está radicada en Los Ángeles, California con fábricas en China, Macao y Bulgaria. Dahon fabrica sus propias bicis y también las manofactura para otras marcas como Ridgeback, Yeah, Biceco o Novara para REI en los EE. UU.  La compañía es miembro de la Global Alliance for EcoMobility. Dahon tiene más de 20 patentes, algunas de las cuales se han convertido en estándares de la industria.

## Compañía

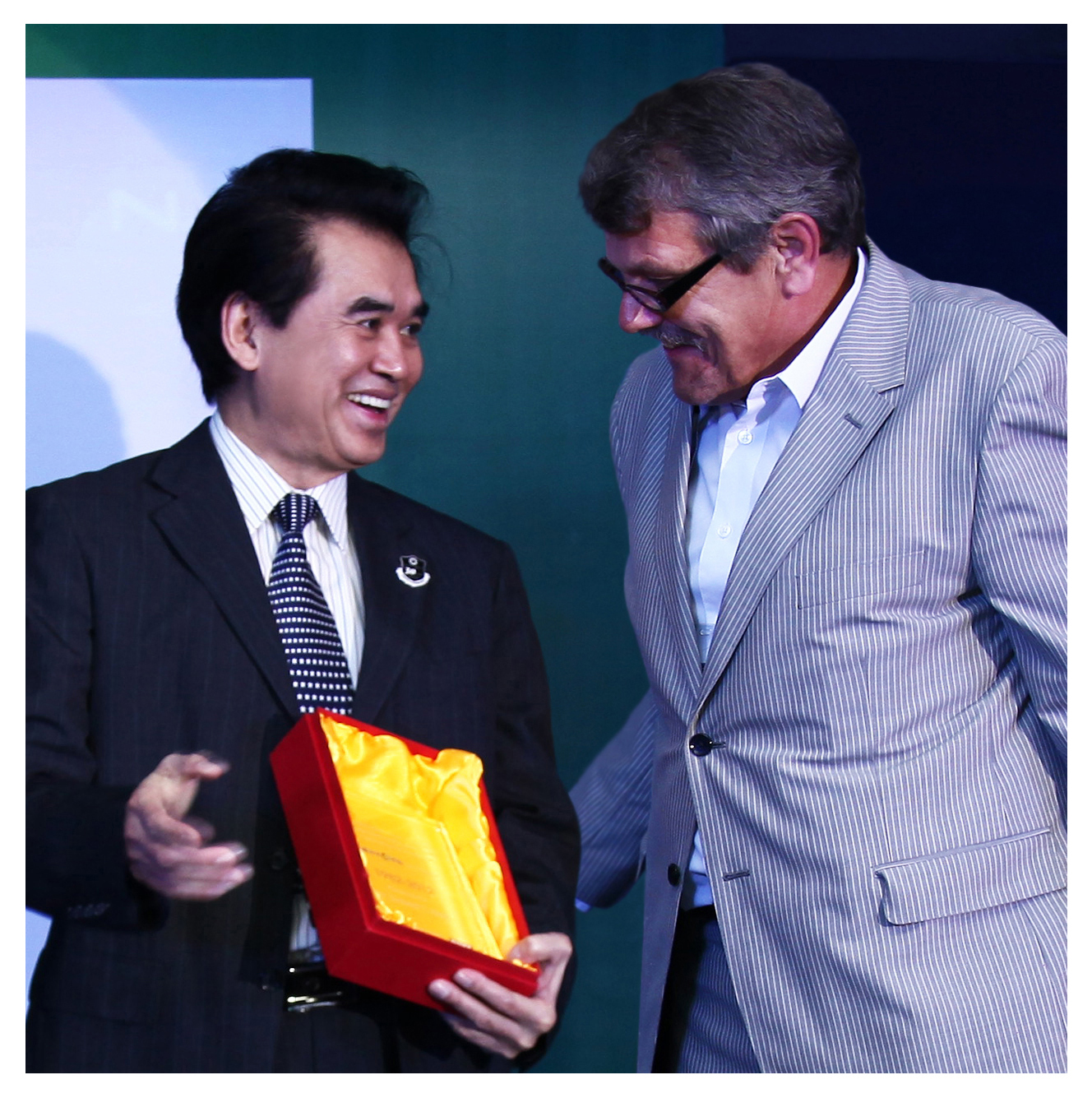
Dr. David T. Hon, fundador y director ejecutivo de Dahon, recibe un premio de Jack Oortwijn, Editor Jefe de Bike Europe

### Historia
Dahon se fundó en 1982 con la idea de una "movilidad verde", una forma de transporte que no solo busca ser saludable para las personas sino que cuida el entorno para las futuras generaciones. Durante siete años el Dr. Hon estuvo desarrollando su idea de bicicleta plegable perfecta orientada a lograr esos ideales.
Tras presentar su invento a varias compañías de renombre que mostraron desinterés, el Dr. Hon y su hermano Henry Hon decidieron crear su propia compañía. Se unieron como socios y establecieron su base en el Sur de California aunque el Dr. Hon se mudó a Taiwán para construir la primera fábrica de Dahon. Dos años después, en 1984 se fabricaron las primeras bicicletas Dahon que, por entonces, eran las más compactas del mercado.
La compañía con el Dr. Hon al frente se posicionó entonces y hasta la actualidad una de las referentes en la innovación y fabricación de bicicletas plegables del mercado.

### Producción

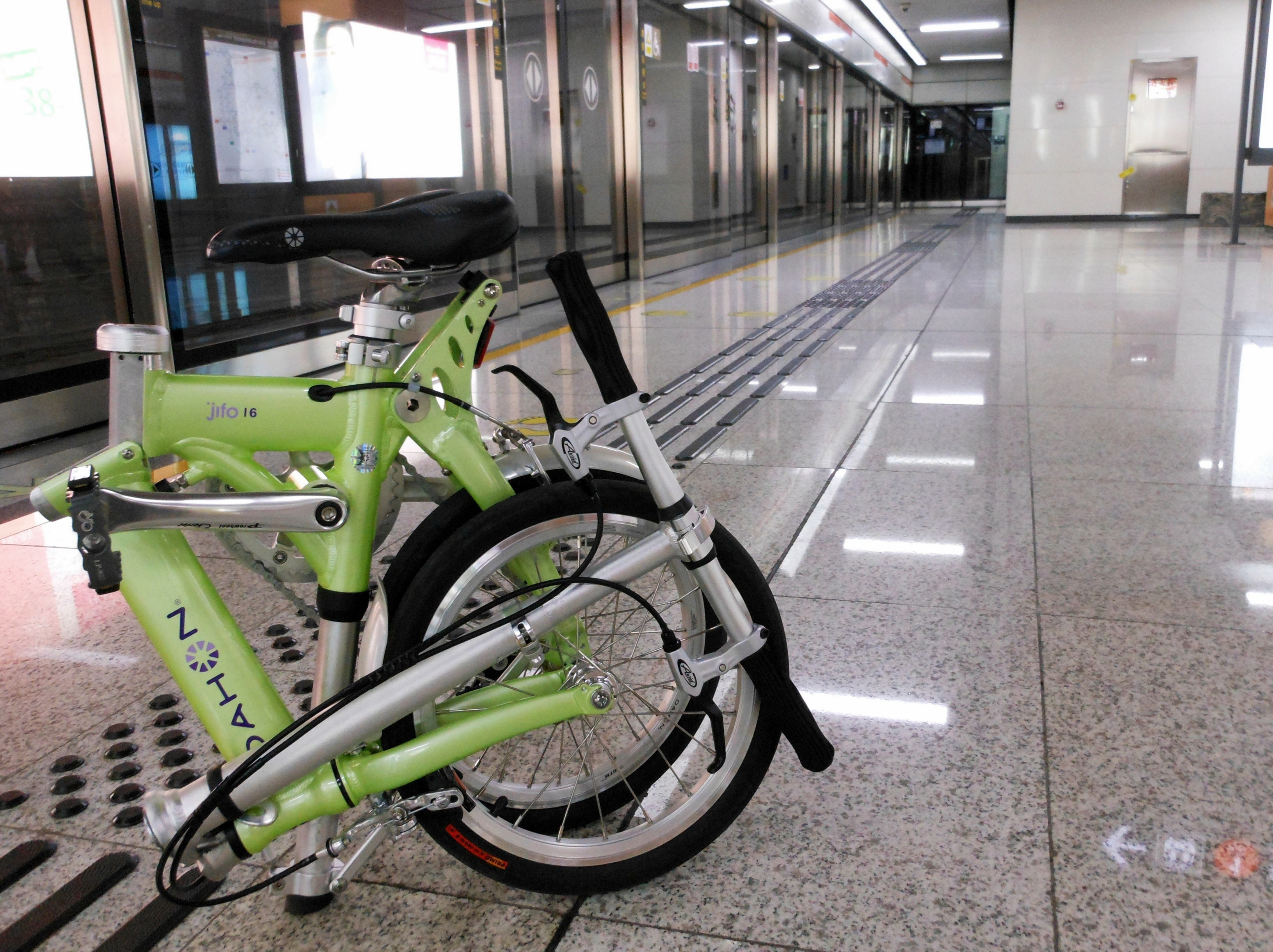
2012 Dahon Jifo 16

La producción principal se realiza en la fábrica ubicada en Shenzhen, China. Otra fábrica cerca de Pekín produce bicicletas exclusivamente para el mercado doméstico chino. También ofrece acuerdos de distribución en el mercado chino para compañías occidentales
Desde 2012 todas las bicicletas destinadas al mercado europeo se fabrican en Bulgaria. Mediante un acuerdo estratégico con Maxcom Ltd., la compañía dispuso de una las más modernas fábricas del continente. La fábrica está en la localidad de Plovdiv y está certificada ISO 9001:2008, lo que garantiza unos sistemas de producción y control de calidad modernos y eficientes.

### Mercadotecnia
En 2012 se lanzó la primera campaña de promoción global, enfocada tanto a b2b como a b2c. La estrategia de la compañía busca reforzar su posición en el mercado como marca tecnológicamente avanzada y con una amplia variedad de productos; a la vez buscando tranmitir los ideales emocionales de forma más personal. Para potenciar este aspecto emocional se creó lema publicitario "freedom unfolds” (la libertad se despliega). La campaña “Expresa tu personalidad" se lanzó en el Eurobike de 2011 en Friedrichshafen, Germany en una actuación en directo donde varios personajes representativos de la campaña mostraban sus preferencias dentro de la gama 2012 de Dahon.

## Bicicletas plegables

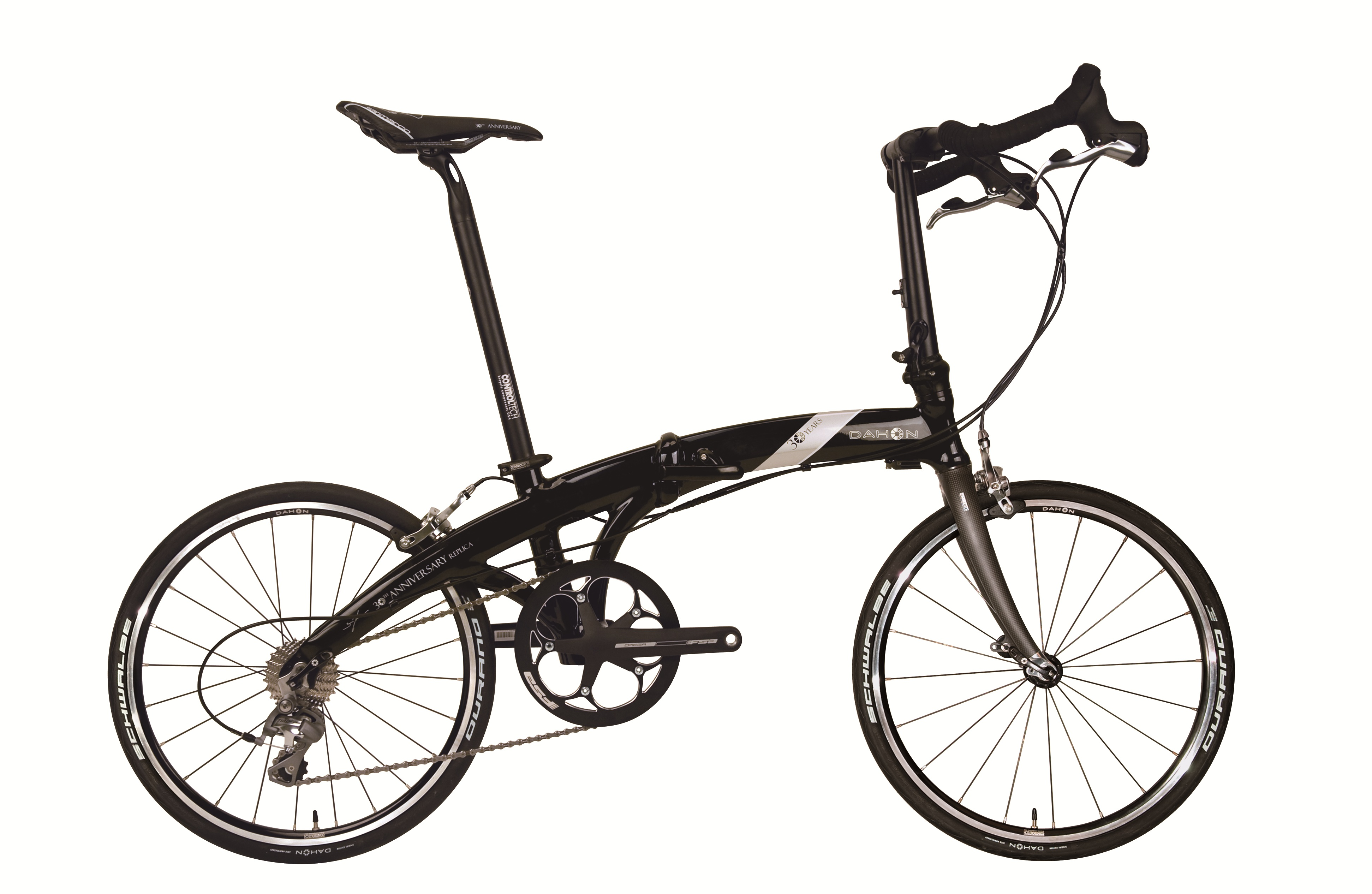
Edición especial Dahon Special Edition, 30.º Aniversario

La mayoría de las Dahon utilizan un sistema patentado de una bisagra donde el cuadro se pliega hacia la izquierda y el manillar se pliega hacia abajo por la parte interior. Hay modelos como Jifo y EEZZ que emplean un novedoso plegado en vertical Las plegables más vendidas son aquellas con ruedas de 20 y 16 pulgadas pero hay modelos disponibles a partir de las 12 pulgadas hasta las más grandes con ruedas 700C. En cuanto a desarrollos hay una gran variedad tanto en modelos con desviador, cambios internos, mixtos o de marcha fija. El diseño y construcción de los cuadros varía, con materiales como el Aluminio, el Acero e incluso el carbono y con métodos de construcción que van desde el más tradicional de tubos hasta el metal hidroconformado.

### Premios
Dahon ha obtenido varios premios por parte de la industria, tanto a nivel global como particular, por sus productos.
| Modelo                         | Año  | Premio                                 |
| ------------------------------ | ---- | -------------------------------------- |
| Clinch                         | 2015 | Taipei Cycle Design & Innovation Award |
| 4D Quickpark Stem              | 2015 | Taipei Cycle Design & Innovation Award |
| EEZZ                           | 2012 | Eurobike Award                         |
| EEZZ (Nombre prototipo: Metro) | 2012 | Taipei Cycle Design & Innovation Award |
| Glide P7/P8                    | 2006 | Eurobike Award                         |
| Ciao!                          | 2006 | Fiets RAI Bike of the Year             |
| Ciao!                          | 2005 | Eurobike Award                         |
| Flo                            | 2004 | Fortune Product of the Year            |

## Polémica
En 2011 Dahon North America Inc. entró en litigio con el hijo y la mujer del Dr. Hon.  Específicamente la demanda establecía que Joshua Hon y Florence Hon incumplieron sus responsabilidades fiduciarias como empleados de Dahon se apropiaron ilegítimamente de activos, recursos y propiedad intelectual de la compañía para crear las compañías competidoras Mobility Holdings y Tern. Finalmente en 2013 se llegó a un acuerdo mutuo en términos confidenciales y la demanda fue retirada.

## Referencias

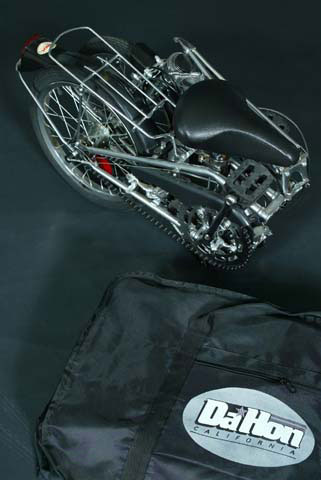
Bici Dahon c. 1987, de la colección del Museo de los Niños de Indianápolis